# Maria Grazia Buccella
Maria Grazia Buccella (Milano, 15 agosto 1940) è un'attrice, cantante e showgirl italiana.

## Biografia
Finalista a Miss Universo 1959 dopo essere arrivata terza a Miss Europa nello stesso anno, la sua carriera cinematografica, relativamente breve, si è sviluppata prevalentemente lungo i binari della commedia all'italiana. Ha incarnato soprattutto personaggi di una bellezza procace e svampita, a tratti buffa e comunque sempre teneramente sexy: una sorta di Marilyn Monroe a Cinecittà. 
Nel tentativo di portare al successo questo tipo psicologico, dopo il Nastro d'argento ricevuto nel 1968 come miglior attrice non protagonista per il film Ti ho sposato per allegria di Luciano Salce, tra il 1968 e il 1971 Buccella recita da protagonista in alcuni film diretti da  Pasquale Festa Campanile, Ugo Tognazzi, Luciano Salce e prodotti da Mario Cecchi Gori, il cui figlio Vittorio era all'epoca fidanzato con l'attrice, come Sissignore (con Ugo Tognazzi e Gastone Moschin), Dove vai tutta nuda? (al fianco di Vittorio Gassman e Tomas Milian), Il provinciale (con Gianni Morandi) e Basta guardarla.

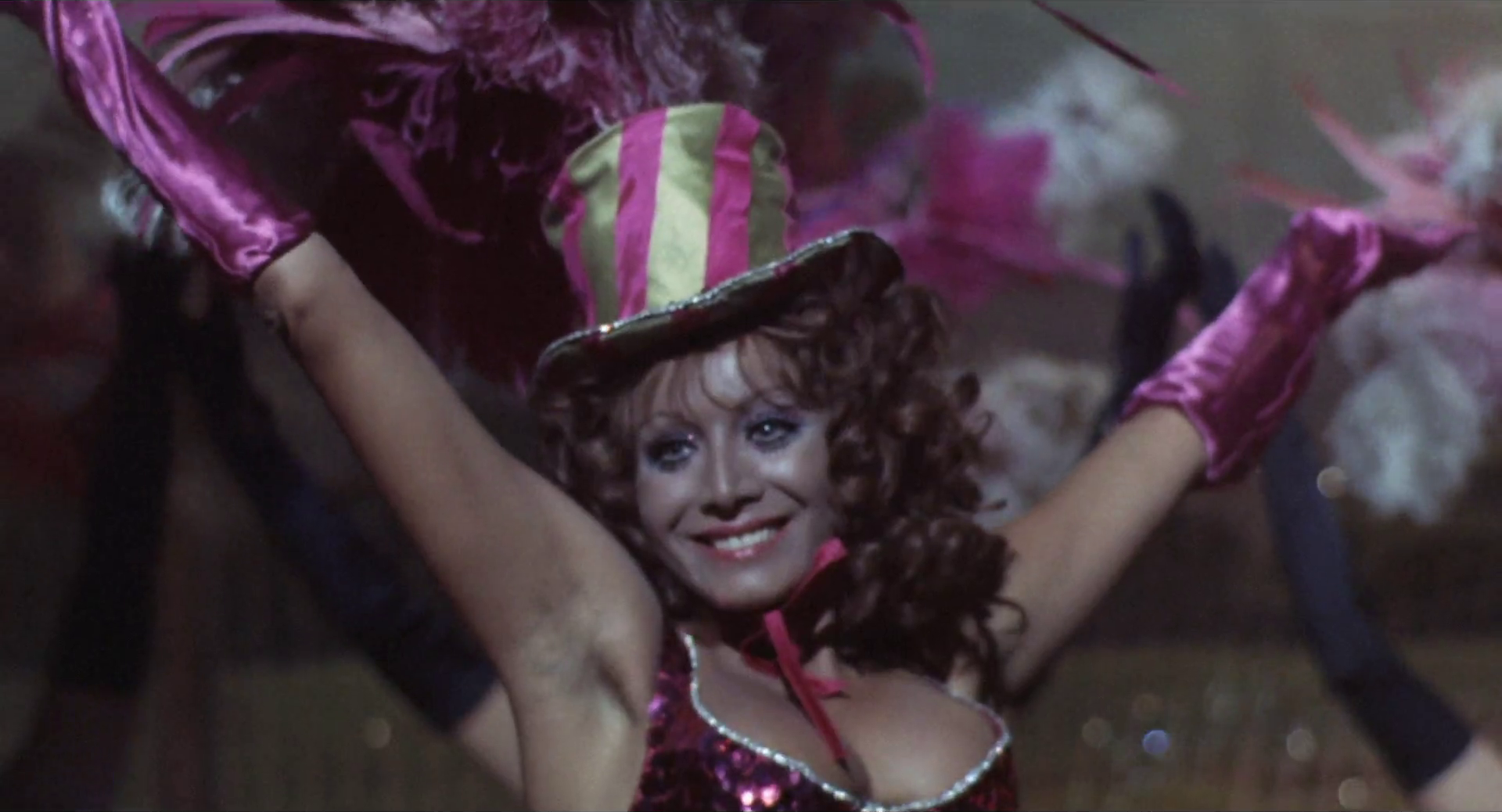
Maria Grazia Buccella nel film Basta guardarla di Luciano Salce (1970)

Basta guardarla è probabilmente il suo film più riuscito: uno sguardo al contempo ironico e affettuoso su un mondo che Salce conosceva bene, ovvero l'avanspettacolo. Buccella interpreta nella pellicola la soubrette Enrichetta, che si può ritenere la summa del suo personaggio-stereotipo, affiancata da eccellenti attori dell'epoca che si prestano a farle da spalla, tra cui Carlo Giuffré, Franca Valeri, Mariangela Melato, nonché il regista stesso nella parte dell'impresario Farfarello. All'uscita la pellicola suscitò opinioni più positive Oltralpe che presso la critica italiana, ma con il passare degli anni è assurta al rango di film culto tra gli appassionati del cinema di genere.
Altre sue interpretazioni da ricordare sono quelle in L'armata Brancaleone di Mario Monicelli, Caccia alla volpe di Vittorio De Sica, nella produzione internazionale La guerra segreta e ne Il gaucho di Dino Risi. Durante la lavorazione di quest'ultimo film, le tre protagoniste Silvana Pampanini, Annie Gorassini e Buccella, secondo le cronache dell'epoca, furono letteralmente aggredite da un gruppo di ammiratori. Sempre di questo periodo è anche la sua unica esperienza cinematografica americana: la partecipazione al film Viva! Viva Villa!, per la regia di Buzz Kulik (1968).
Sempre tra le produzioni internazionali, Buccella fu una delle candidate per il ruolo di Domino, la Bond girl del film Thunderball (1965) della saga di James Bond. La parte alla fine venne affidata a Claudine Auger.
Dalla metà degli anni settanta, dopo le commedie sexy in costume Remo e Romolo - Storia di due figli di una lupa e Nerone di Castellacci e Pingitore, le sue apparizioni sul grande schermo si diradano. Nel luglio 1977 l'attrice compare nell'edizione italiana di Playboy. 
Sulla soglia dei cinquant'anni, nel 1988, è l’ospite d'onore nella puntata Settimana bianca della serie I ragazzi della 3ª C, rimanendo fedele al suo ruolo: il flirt del professore di italiano. Nel 2000, a sorpresa, la sua ultima apparizione, nel film Hotel Otello.
Nel 2023 la Festa del Cinema di Roma omaggia l'attrice presentando due suoi film in versione restaurata: Sissignore e Basta guardarla. 

## Filmografia

Maria Grazia Buccella e Loris Gizzi in una sequenza del film La donna degli altri è sempre più bella (1963)

### Cinema
- La nostra pelle (Le Cap de l'espérance), regia di Raymond Bernard (1951) (non accreditata)
- Raspoutine, regia di Georges Combret (1954)
- Fontana di Trevi, regia di Carlo Campogalliani (1960)
- L'ultimo zar (Les Nuits de Raspoutine), regia di Pierre Chenal (1960)
- La strada dei giganti, regia di Guido Malatesta (1960) (non accreditata)
- Schiave bianche, regia di Michel Clément e Umberto Scarpelli (1960)
- Pesci d'oro e bikini d'argento, regia di Carlo Veo (1961)
- Nerone '71, regia di Walter Filippi (1962)
- Siamo tutti pomicioni, regia di Marino Girolami (1963)
- La donna degli altri è sempre più bella, episodio La dirittura morale, regia di Marino Girolami (1963)
- Clémentine chérie, regia di Pierre Chevalier (1963)
- Canzoni in... bikini, regia di Giuseppe Vari (1963)
- Il crollo di Roma, regia di Antonio Margheriti (1963)
- Adultero lui, adultera lei, regia di Raffaello Matarazzo (1963)
- Il boom, regia di Vittorio De Sica (1963)
- Il gioco degli innamorati (Les amoureux du France), regia di Pierre Grimblat e François Reichenbach (1964)
- Il gaucho, regia di Dino Risi (1964)
- L'idea fissa, regia di Gianni Puccini (1964)
- Cover girls - Ragazze di tutti (Cover Girls), regia di José Bénazéraf (1964)
- Bianco, rosso, giallo, rosa, regia di Massimo Mida (1964)
- Su e giù, regia di Mino Guerrini (1965)
- Ménage all'italiana, regia di Franco Indovina (1965)
- Donne, mitra e diamanti, regia di Christian-Jaque (1965)
- La guerra segreta, regia di Christian-Jaque, Werner Klingler, Carlo Lizzani e Terence Young (1965)
- Le piacevoli notti, regia di Armando Crispino e Luciano Lucignani (1966)
- Adulterio all'italiana, regia di Pasquale Festa Campanile (1966)
- Una vergine per il principe, regia di Pasquale Festa Campanile (1966)
- L'armata Brancaleone, regia di Mario Monicelli (1966)
- Caccia alla volpe, regia di Vittorio De Sica (1966)
- Ti ho sposato per allegria, regia di Luciano Salce (1967)
- Domani non siamo più qui, regia di Brunello Rondi (1967)
- Segreti che scottano, regia di Christian-Jaque (1967)
- Viva! Viva Villa!, regia di Buzz Kulik (1968)
- Sissignore, regia di Ugo Tognazzi (1968)
- Uno scacco tutto matto, regia di Roberto Fizz (1969)
- Dove vai tutta nuda?, regia di Pasquale Festa Campanile (1969)
- Infanzia, vocazione e prime esperienze di Giacomo Casanova, veneziano, regia di Luigi Comencini (1969)
- La collera del vento, regia di Mario Camus (1970)
- Basta guardarla, regia di Luciano Salce (1970)
- Il provinciale, regia di Luciano Salce (1971)
- La violenza: quinto potere, regia di Florestano Vancini (1972)
- Remo e Romolo - Storia di due figli di una lupa, regia di Mario Castellacci e Pier Francesco Pingitore (1976)
- Nerone, regia di Mario Castellacci e Pier Francesco Pingitore (1977)
- Quando c'era lui... caro lei!, regia di Giancarlo Santi (1978)
- L'importante è non farsi notare, regia di Romolo Guerrieri (1979)
- Delitto in Formula Uno, regia di Bruno Corbucci (1984)
- Hotel Otello, regia di Andrea Biagini e Leonardo Scucchi (2000)

### Televisione
- Buonasera con... Aldo e Carlo Giuffré - Cinevarietà (Rai 2, 1981)
- I ragazzi della 3ª C – serie TV, episodio 2x01 (1987)

## Pubblicità

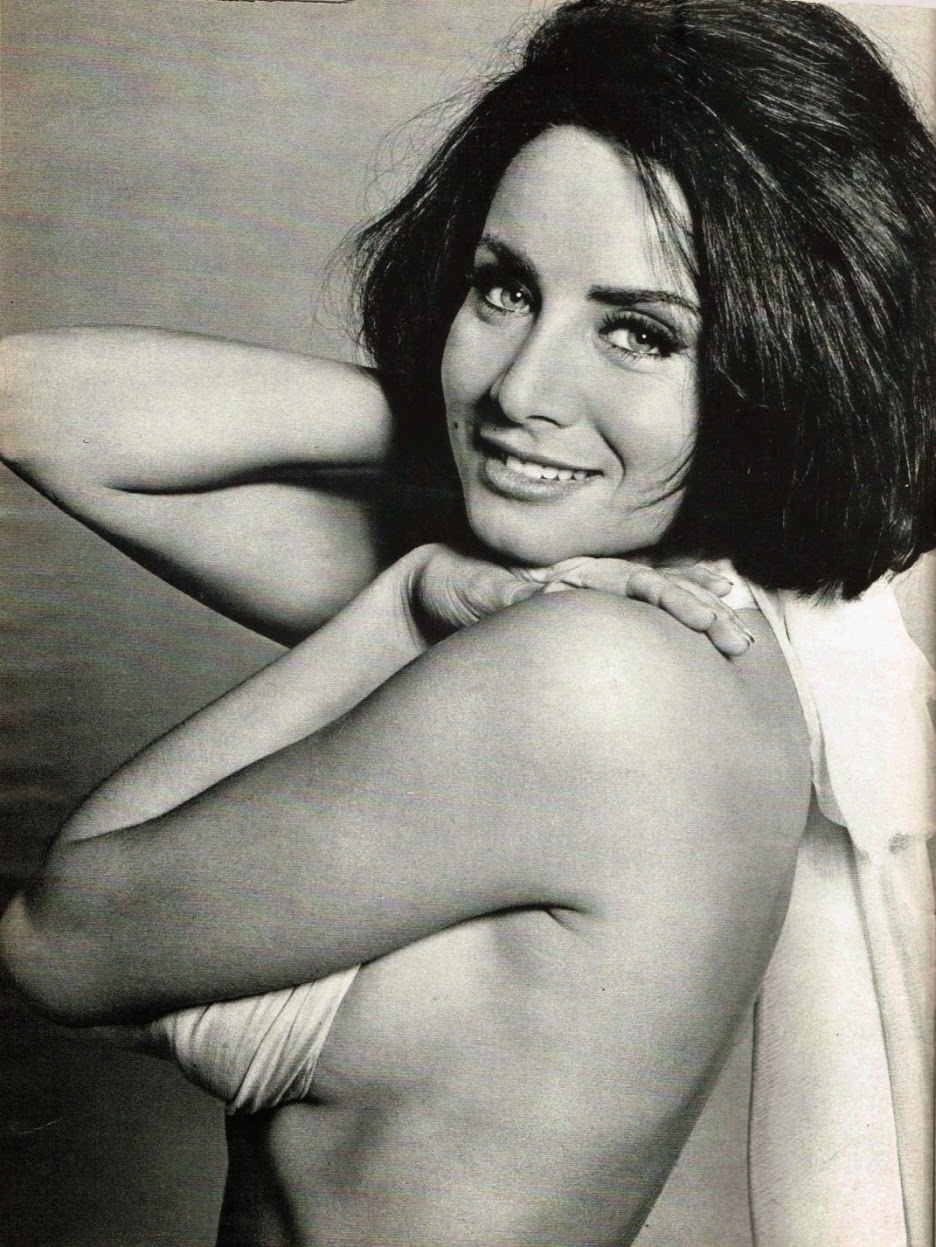
Una foto promozionale di Maria Grazia Buccella

- Carosello: per la nota rubrica pubblicitaria televisiva nel 1962 e 1963 pubblicizzò con Nino Taranto, Giacomo Furia e Carlo Taranto i formaggi "Invernizzina", il "Milione alla panna" e l'"Invernizzi Bic" della Invernizzi; dal 1969 al 1971 (nel 1969 e nel 1970 con Gustavo Dell'Arpe e John Karlsen) le caramelle Saila Menta della Saila.[2]

## Radio
- Gran varietà, regia di Federico Sanguigni, 18ª edizione (1970)

## Discografia

### Singoli
- 1969 – La serata giusta/Dove vai tutta nuda? (CAR Juke Box, CRJ NP 1052)
- 1970 – Filtro d'amore/Fiore rosa e blu (Hand, HA 02)
- 1978 – Ballo del popò/Non si può (Ri-Fi, RFN NP 16759)
- 1981 – Avanti un altro/...niente buonanotte (California, ENR 301)

## Riconoscimenti
- Nastro d'argento
  - 1968 – Miglior attrice non protagonista per Ti ho sposato per allegria

- Taormina Film Fest
  - 1968 – Arancia d'oro alla miglior attrice

## Doppiatrici italiane
- Mirella Pace in Il gaucho, La collera del vento
- Fiorella Betti in Il crollo di Roma
- Luisella Visconti in La guerra segreta
- Franca Lumachi in Le piacevoli notti
- Laura Gianoli in Una vergine per il principe
- Benita Martini in L'armata Brancaleone
- Angiolina Quinterno in Infanzia, vocazione e prime esperienze di Giacomo Casanova, veneziano
- Maria Pia Di Meo in Il provinciale
- Isa Bellini in Mènage all'italiana